# Бзовска Љехотка
Бзовска Љехотка (слч. Bzovská Lehôtka) насељено је мјесто са административним статусом сеоске општине (слч. obec) у округу Звољен, у Банскобистричком крају, Словачка Република.

## Становништво
| Година:    | 1994. | 2004.    | 2014.    | 2024.   |
| ---------- | ----- | -------- | -------- | ------- |
| Број људи: | 128   | 115      | 136      | 139     |
| Разлика:   |       | -10,15 % | +18,26 % | +2,20 % |

| Година:    | 2023. | 2024.   |
| ---------- | ----- | ------- |
| Број људи: | 130   | 139     |
| Разлика:   |       | +6,92 % |

Према подацима о броју становника из 2011. године насеље је имало 138 становника.